# Zbehňov
Zbehňov  (em húngaro: Zebegnyő) é um município da Eslováquia, situado no distrito de Trebišov, na região de Košice. Tem 5,03 km² de área e sua população em 2018 foi estimada em 364 habitantes.

## Demografia
| Ano:        | 1994 | 2004   | 2014    | 2024   |
| ----------- | ---- | ------ | ------- | ------ |
| Broj ljudi: | 264  | 290    | 358     | 376    |
| Razlika:    |      | +9,84% | +23,44% | +5,02% |

| Ano:               | 2023 | 2024   |
| ------------------ | ---- | ------ |
| Número de pessoas: | 378  | 376    |
| Diferença:         |      | -0,52% |